# Stanisław Zakrzewski (żeglarz)
Stanisław Zenon Zakrzewski (ur. 22 grudnia 1890 w Warszawie, zm. 12 lutego 1976 tamże) – polski działacz żeglarski i społeczny, żołnierz, dziennikarz i przedsiębiorca. Walczył na frontach I wojny światowej, w tym m.in. w bitwie pod Verdun, uczestnik wojny polsko-bolszewickiej i II wojny światowej. W okresie międzywojennym oficer Oddział II Sztabu Generalnego WP (tzw. Dwójki), redaktor kilku gazet, organizator rynku reklamy prasowej.

## Życiorys

### Do I wojny światowej
Maturzysta Szkoły Ziemi Mazowieckiej w 1911. Studiował w Akademii Eksportowej w Wiedniu. Należał do Organizacji Młodzieży Narodowej. Działał w Stowarzyszeniu Akademickim „Ognisko”, był także komisarzem Drużyn Strzeleckich.

### I wojna światowa
Po denuncjacji Naczelnego Komitetu Narodowego i ucieczce z Wiednia do Monachium został wcielony do armii bawarskiej w 1915. Ranny na froncie w Wogezach (odznaczony Żelaznym Krzyżem), ranny pod Verdun (odznaczony Bawarskim Krzyżem z Koroną i Mieczami). W kwietniu 1918 przeniesiony do Dywizji Bawarskiej na froncie wschodnim, pełnił stanowisko Komisarza ds. Włościańskich w Kolnie, gdzie organizował Polską Organizację Wojskową, a w listopadzie rozbrajał Niemców. W tym samym miesiącu skierowano go ze Sztabu Generalnego POW w Warszawie do Batalionu Kaszubskiego i Organizacji Wojskowej Pomorza. Za udział w rozbrajaniu Niemców odznaczony Orderem Virtuti Militari.

### II RP
Od 1919 adiutant generała Aleksandra Osińskiego w Dowództwie Okręgu Generalnego Łódź oraz w Generalnym Inspektoracie Piechoty w Warszawie; jednocześnie w Oddziale II SG. Współorganizator spotkania trzech Józefów: Piłsudskiego, Hallera, Dowbor-Muśnickiego w pociągu salonowym na dworcu kolejowym w Kaliszu 27 maja 1919. Oficer łącznikowy SG z aliancką Misją Plebiscytową w czasie plebiscytu warmińsko-mazurskiego w lipcu 1920. W czasie wojny polsko-bolszewickiej w 1920 oficer łącznikowy z Misją Wojskową pod dowództwem generała Maxime’a Weyganda (z kapitanem Charles’em de Gaulle’em) – odznaczony za walki z bolszewikami Krzyżem Walecznych. W 1921 delegowany z SG do likwidacji Straży Mazurskiej i Zachodniej Straży Obywatelskiej. Od 1922 attaché morski w Komisariacie Generalnym RP w Wolnym Mieście Gdańsku. Następnie od 1923 roku Konsul RP w Monachium.
Po powrocie do Gdańska w 1925 formalnie przeniesiony do rezerwy (ale nie wycofany ze struktur „Dwójki”), dyrektor firmy „Bałtyk” (Gdański Handel Zamorski), dyrektor Targów Gdańskich, sekretarz generalny Gminy Polskiej w WM Gdańsku, dyrektor biura ogłoszeń i reklam „Polanonce”, redaktor naczelny „Gazety Gdańskiej”, korespondent dzienników: „Polonia” (Katowice) i „Rzeczpospolita” (Warszawa), „Kurier Warszawski” i „Kurier Poranny”.
Po przewrocie majowym w 1926, wezwany przez Józefa Becka do Warszawy, objął stanowisko prokurenta Polskiej Agencji Telegraficznej (PAT) na mocy porozumienia z Rządem RP i przy pełnej akceptacji premiera Kazimierza Bartla (wcześniej odmówił przyjęcia stanowiska wojewody pomorskiego). W PAT zajmował później stanowiska dyrektora oddziałów ogłoszeń i reklamy, wydawnictw, filmowego oraz stanowisko wicedyrektora agencji (od 1929 roku) nieprzerwanie (jako jedyny z wielu oficerów Dwójki w dyrekcji PAT) do momentu aresztowania przez Gestapo w październiku 1939.
W 1928 założył Polski Związek Reklamowy w Warszawie (był jego prezesem, 27 stycznia 1938 wybrany członkiem zarządu PZR) oraz Kontynentalny Związek Reklamy w Paryżu, członek Rady Administracyjnej Międzynarodowego Związku Reklamy (IAA) z siedzibą w Nowym Jorku. Prowadził wykłady z dziedziny reklamy w Instytucie Naukowej Organizacji. Wykładał też reklamę prasową w Wyższej Szkole Dziennikarskiej w Warszawie i był członkiem zwyczajnym Towarzystwa WSD. Od 1930 członek Rady Naczelnej Polskiego Związku Wydawców Dzienników i Czasopism. Zainicjował Koło Artystów Grafików Reklamowych – w latach 1935 i 1938 wydał dwa „Roczniki” tego koła. Jest autorem wielu publikacji z dziedziny propagandy i reklamy, redagował miesięcznik Reklama (od 1929). Od 1936 członek warszawskiego oddziału „Rotary Club”.
Od 1928 we władzach Yacht Klubu Polski oraz Polskiego Związku Żeglarskiego.
W 1934, jako oficer pospolitego ruszenia pozostawał w ewidencji Powiatowej Komendy Uzupełnień Warszawa Miasto III. Posiadał przydział do Oficerskiej Kadry Okręgowej Nr I. Był wówczas „przewidziany do użycia w czasie wojny”.

### II wojna światowa
W czasie obrony Warszawy w 1939 odpowiedzialny za budynki PAT oraz Pałac Namiestnikowski. Po odmowie prowadzenia PAT dla Niemców aresztowany przez Gestapo 16 października 1939, osadzony w więzieniu na Daniłowiczowskiej, potem w kwietniu i maju 1940 na Pawiaku. Od 1941 roku pracował jako pedagog. Od sierpnia 1944 do maja 1945 przebywał w jenieckim obozie pracy fabryki IG Farben w Rottweil.

### PRL
Po powrocie do kraju założył firmę Sztuka i Reklama – SiR atelier u Braci Jabłkowskich. Od 1946 redaktor naczelny Wydawnictw Morskich w Lidze Morskiej („Morze”, „Młodzież Morska”, „Gazeta Morska”). W 1948 Przewodniczący Sekcji Wodnej Wystawy Ziem Odzyskanych we Wrocławiu. W latach 1950–1955 kierownik Wydawnictw Bankowych w Banku Gospodarstwa Krajowego. W 1955 doradca Prezesa Polskiej Izby Handlu Zagranicznego oraz doradca ds. reklamy dyrektora Państwowego Wydawnictwa Naukowego i członek założyciel Klubu Marynistów Polskich. Po 1955 Przewodniczący Rady Programowej Przedsiębiorstwa Usług Reklamowych „Reklama” oraz doradca Rady Programowej Reklamy w Ministerstwie Handlu Wewnętrznego. Od 1946 zaangażowany przy reaktywacji Yacht Klubu Polski i Polskiego Związku Żeglarskiego, sędzia regatowy oraz członek władz obu związków do końca życia.

### Rodzina
Syn Makary Bartłomiej Zakrzewski ps. „Skała” (ur. 2 stycznia 1924 w Monachium, zm. 27 czerwca 1982 w Warszawie), więzień obozu Auschwitz (od 14 sierpnia do 15 października 1940, nr obozowy 2158), żołnierz Armii Krajowej, uczestnik powstania warszawskiego.

### Publikacje
- Drogi i manowce reklamy, Warszawa 1929.
- Ogłoszenie prasowe, Wydawnictwa Polskiego Związku Wydawców Dzienników i Czasopism, Warszawa 1936.
- Poradnik stosowania reklamy, Wydawnictwo Polskiej Agencji Telegraficznej, Warszawa 1938.
- Reklama. Cele, środki, rodzaje, Wydawnictwo Polskie, Warszawa 1942.
- Cyklon, Wydawnictwo Bolesław Matuszewski, Warszawa 1946.
- Druh Wiatr, Wydawnictwo Bolesław Matuszewski, Warszawa 1946.

## Ordery i odznaczenia
Niektóre z zamieszczonych tu informacji wymagają weryfikacji.
Dokładniejsze informacje o tym, co należy poprawić, być może znajdują się w dyskusji tej sekcji.
 Po wyeliminowaniu niedoskonałości należy usunąć szablon [[Szablon:Dopracować|]] z tej sekcji.

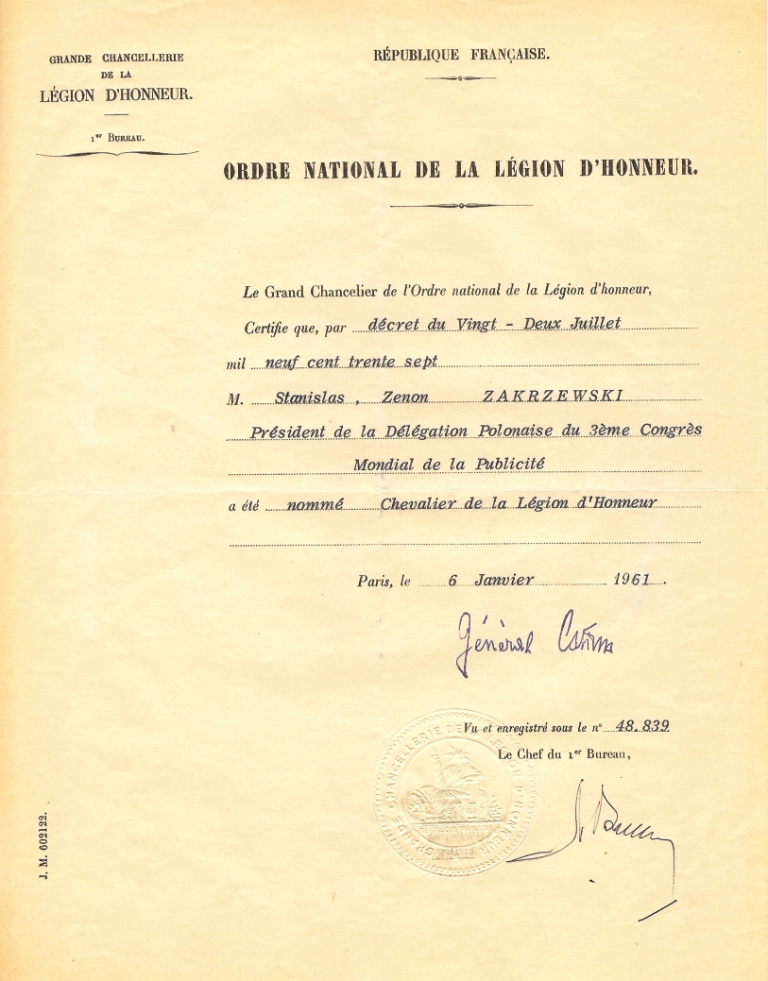
Potwierdzenie nadania francuskiej Legii Honorowej

- Order Virtuti Militari (II RP)[potrzebny przypis]
- Krzyż Kawalerski Orderu Odrodzenia Polski (11 listopada 1937)[7][8]
- Krzyż Walecznych
- Medal Niepodległości (25 lipca 1933)[9]
- Brązowy Krzyż Zasługi
- Medal Pamiątkowy za Wojnę 1918–1921
- Medal Dziesięciolecia Odzyskanej Niepodległości
- Srebrny Medal za Długoletnią Służbę
- Brązowy Medal za Długoletnią Służbę
- Złota odznaka honorowa „Zasłużony Pracownik Morza”
- Złota odznaka honorowa „Zasłużony dla Żeglarstwa Polskiego”
- Kawaler Orderu Legii Honorowej (Francja, 1937)[10]
- Krzyż Żelazny (Bawaria, I wojna światowa)
- Krzyż z Koroną i Mieczami (Bawaria, I wojna światowa)